# コトブキ (企業)
株式会社コトブキ（英文名称kotobuki corporation.）は、遊具を中心とするパブリックスペースを構築しているメーカー。

## 主な製品
- 公園向け遊具
- 案内板
- 屋外・ガーデン家具【LOCA アウトドアファニチャー】

## 沿革
- 1916年（大正5年） - 東京・数寄屋橋にて敷物販売店創業
- 1917年 - 家具の販売開始
- 1947年（昭和22年） - 株式会社寿商店設立
- 1964年 - 東京・有楽町に本社ビル開設
- 1991年（平成3年） - CI導入
- 2004年 - 本社を東京・神田駿河台に移転
- 2006年 - 屋外・ガーデン家具ブランド【LOCA アウトドアファニチャー】を展開
- 2007年 - アウトテリアファニチュアブランド「COZY＆COZY」立ち上げ。
- 2008年 - 明治神宮外苑にこにこパークに大型複合遊具を納入。サインに関わるデザイン・設計・印刷全般を行う株式会社ジースタジオをグループにし、さらに、公園施設のメンテナンスを専門とする株式会社コトブキタウンスケープサービスを設立。
- 2009年 - 明治神宮外苑にこにこパークに大型複合遊具を納入。  サインに関わるデザイン・設計・印刷全般を行う株式会社ジースタジオをグループにし、さらに、公園施設のメンテナンスを専門とする株式会社コトブキタウンスケープサービスを設立。
- 2010年 - タウンスケープ事業を中心とした「株式会社コトブキ」と劇場椅子等の屋内家具を中心とした「コトブキシーティング株式会社」にわかれ、それぞれ別会社となる。 奈良遷都1300年記念事業で、市内の観光サインを整備。
- 2011年 - 台湾国内でランドスケープ製品の販売を行う新会社「台湾コトブキ・ランドスケープ株式会社」を設立。「デザイン性の高いムービング遊具「クップル」「ハッピー」「ホッパー」を発売。翌年の第６回キッズデザイン賞「子どもの未来デザイン クリエイティブ部門」入賞。
- 2013年 - 子育てを応援する幼児向け遊具シリーズ「チイコム」を発売。
- 2014年 - 東京都港区浜松町に本社を移転。株式会社コトラボを設立。福島県南会津郡下郷町に福島工場を設立。みんなの公園プロジェクトの実施。公園情報アプリ「PARKFUL」をリリース。（株式会社コトラボ）。親会社となる株式会社パークを設立。